# V341 Близнецов
V341 Близнецов (лат. V341 Geminorum, HD 58363) — одиночная переменная звезда в созвездии Близнецов на расстоянии приблизительно 1993 световых лет (около 611 парсек) от Солнца. Видимая звёздная величина звезды — от +8,42m до +8,24m.

## Характеристики
V341 Близнецов — красный гигант, пульсирующая медленная неправильная переменная звезда (LB) спектрального класса M1, или M5, или Ma. Масса — около 1,296 солнечной, радиус — около 191,499 солнечных, светимость — около 1189,67 солнечных. Эффективная температура — около 3443 К.

## Планетная система
В 2019 году учёными, анализирующими данные проектов HIPPARCOS и Gaia, у звезды обнаружена планета.